# نشانه دتو
نشانهٔ دِتو (انگلیسی: Destot's sign) یک نشانهٔ بالینی است که در آن یک هماتوم سطحی در بالای ناحیهٔ رباط کشاله ران (بالای کیسه بیضه، میان‌دوراه یا ران) دیده می‌شود و ممکن است در اثر شکستگی لگن ظاهر شود.